# Levon Istoján
Levon Istoján, örményül: Լեվոն Իշտոյան (Leninakan, 1947. október 31. –) szovjet válogatott örmény labdarúgó, csatár.
Az 1980-as évek végén az Egyesült Államokba emigrált, ahol 2007 óta működteti sportiskoláját, az Ishtoyan Soccer Academy-t.

## Pályafutása

### Klubcsapatban
1965 és 1968 között a Sirak, 1968 és 1975 között az Ararat Jereván labdarúgója volt. Az Ararattal egy szovjet bajnoki címet és két kupagyőzelmet ért el.

### A válogatottban
1971 és 1974 között nyolc alkalommal játszott a szovjet válogatottban.

## Sikerei, díjai
Ararat Jereván
- Szovjet bajnokság
  - bajnok: 1973
- Szovjet kupa
  - győztes (2): 1973, 1975

## Statisztika

### Mérkőzései a szovjet válogatottban
| Szovjetunió | Szovjetunió          | Szovjetunió                            | Szovjetunió    | Szovjetunió | Szovjetunió    | Szovjetunió  | Szovjetunió | Szovjetunió |
| #           | Dátum                | Helyszín                               | Hazai          | Eredmény    | Vendég         | Kiírás       | Gólok       | Esemény     |
| ----------- | -------------------- | -------------------------------------- | -------------- | ----------- | -------------- | ------------ | ----------- | ----------- |
| 1.          | 1971. szeptember 18. | Moszkva, Gyinamo Stadion               | Szovjetunió    | 5 – 0       | India          | barátságos   | -           | 46'         |
| 2.          | 1971. szeptember 22. | Moszkva, Központi Lenin Stadion        | Szovjetunió    | 1 – 0       | Észak-Írország | Eb-selejtező | -           | 74'         |
| 3.          | 1971. október 13.    | Belfast, Windsor Park                  | Észak-Írország | 1 – 1       | Szovjetunió    | Eb-selejtező | -           | 80'         |
| 4.          | 1971. október 27.    | Sevilla, Estadio Ramón Sánchez-Pizjuán | Spanyolország  | 0 – 0       | Szovjetunió    | Eb-selejtező | -           | 62'         |
| 5.          | 1972. március 29.    | Szófia, Levszki-stadion                | Bulgária       | 1 – 1       | Szovjetunió    | barátságos   | -           | 67'         |
| 6.          | 1972. április 19.    | Kijev, Központi stadion                | Szovjetunió    | 2 – 0       | Peru           | barátságos   | -           | 59'         |
| 7.          | 1972. október 13.    | Párizs, Parc des Princes               | Franciaország  | 1 – 0       | Szovjetunió    | vb-selejtező | -           | 57'         |
| 8.          | 1974. április 17.    | Zenica, Bilino Polje Stadion           | Jugoszlávia    | 0 – 1       | Szovjetunió    | barátságos   | -           | 46'         |
|             | Összesen             |                                        |                | 8           | mérkőzés       |              | 0           | gól         |